# Voices of KOREA/JAPAN
Voices Of KOREA/JAPAN은 일본·한국 가수의 기획 유닛 또는 다국적 음악그룹이다.

## 개요
- 2002년에 열린 한일 공동이 개최한 FIFA 월드컵의 공식 주제곡을 노래하기 위해서 결성하였다. 2002년 5월 30일, 31일 서울에서 개최한 월드컵 전야제, 개막식 그리고 폐막식에서 Let's Get Together Now를 열창하였다.

## 멤버
- CHEMISTRY (일본)
- Sowelu (일본)
- 박정현 (대한민국)
- 브라운아이즈(나얼, 윤건) (대한민국)

## 음반

### 싱글
- Let's Get Together Now（2002년 3월 13일) - DefSTAR RECORDS (싱글 음반)

### 공식 음반
- 2002년 FIFA 월드컵 공식 음반(2002년 4월) - (국제판과 한국판, 일본판 버전이 있다.)

## 활동/방송
- 2002년 3월 22일: 한ㆍ일 국민 교류의 해 기념의 밤 행사 (장소 - 대한민국 서울 하얏트 호텔)[1]
- 2002년 3월 23일: KBS2 연예가 중계 (인터뷰)
- 2002년 4월 5일: TV 아사히 뮤직스테이션
- 2002년 5월 30일: 월드컵 전야제 (장소 - 대한민국 서울 월드컵 경기장 앞 평화의 공원)

2002 FIFA 월드컵 문화 큰잔치 경축 전야제 (KBS2, MBC, SBS 지상파 동시 방송)
- 2002년 5월 31일: 월드컵 개막식 (장소 - 대한민국 서울 월드컵 경기장)
- 2002년 6월 28일: FIFA 한ㆍ일 월드컵 공식 콘서트 (장소 - 일본 도쿄 스타디움)
- 2002년 6월 30일: 월드컵 폐막식 (장소 - 일본 요코하마 월드컵 경기장)

## 같이 보기
- 2002년 FIFA 월드컵
- 2002년 FIFA 월드컵 공식 음반